# .44 Magnum

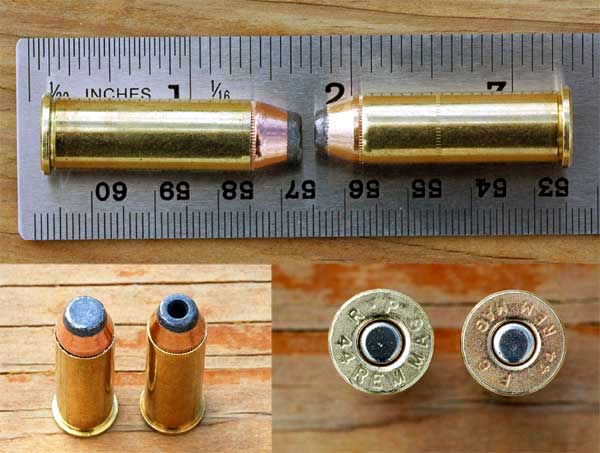
Dois exemplares do cartucho .44 Magnum

O .44 Remington Magnum, ou simplesmente .44 Magnum (10,9×33mmR), e freqüentemente .44 Mag, é um cartucho de estojo com aro, de grosso calibre, originalmente projetado para revólveres. Após sua introdução, foi rapidamente adotado para carabinas e rifles. Apesar da designação ".44", as armas para o calibre .44 Magnum e seu "pai", o .44 Special, usam balas de .429 pol. (10,9 mm) de diâmetro.
O .44 Magnum é baseado no estojo do .44 Special, alongado e carregado a pressões mais altas para maior velocidade (e, portanto, energia). O .44 Magnum foi superado em poder pelo .454 Casull, e mais recentemente pelo .460 S&W Magnum e .500 S&W Magnum, entre outros; no entanto, ele continua sendo um dos mais populares cartuchos comerciais "Magnum" de grosso calibre. Quando carregado ao máximo e com balas pesadas e profundamente penetrantes, o cartucho .44 Magnum é adequado para a caça a curta distância de toda fauna da América do Norte - embora à custa de recuos fortes e "muzzle flash" quando disparado em armas de mão, um pouco menos em carabinas e rifles.

## Origens
O cartucho .44 Magnum foi o resultado final de anos de teste com carregamento manual ajustado do .44 Special. O .44 Special, e outros cartuchos de armas de grosso calibre, estavam sendo carregados com balas pesadas, empurradas a velocidades mais altas do que o normal para um melhor desempenho de caça. Um desses especialistas em recarga foi Elmer Keith, escritor e explorador do século XX.
Keith utilizou o cartucho .44 Special como base para sua experimentação, em vez do .45 Colt maior. Na época, a seleção de projéteis de calibre .44 para essas experiências era mais variada, e o estojo do .44 Special era mais espesso e mais forte apesar de menor em diâmetro que o antigo .45 Colt. Em revólveres do mesmo tamanho de cilindro, isso significava que os revólveres calibre .44 tinham paredes de cilindro mais espessas e, portanto, mais fortes do que as .45. Isso permitiu que pressões mais altas fossem usadas com menos risco de um cilindro se romper.
Keith incentivou a Smith & Wesson e a Remington a produzir uma versão comercial desse novo cartucho de alta pressão, e os revólveres propriados para ele. O primeiro revólver .44 Magnum da Smith & Wesson, o Model 29, foi construído em 15 de dezembro de 1955, e anunciada ao público em 19 de janeiro de 1956 por um preço de US $ 140 (US $ 1.330 em dólares em 2020). Hatcher (editor técnico da American Rifleman) e Keith receberam dois dos primeiros modelos de produção. A análise de Hatcher do novo revólver Smith & Wesson e do cartucho .44 Magnum apareceu na edição de março de 1956 da revista. A Smith & Wesson produziu 3.100 desses revólveres em 1956.